# 明月記

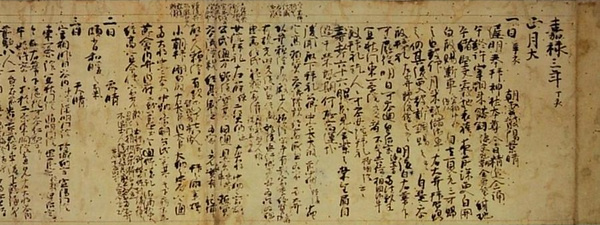
明月記（北村美術館蔵）

『明月記』（めいげつき）は、鎌倉時代の公家である藤原定家の日記。治承4年（1180年）から嘉禎元年（1235年）までの56年間にわたる克明な記録である。別名：『照光記』、『定家卿記』。
2019年日本天文遺産に選定された。

## 概要
後世、歌道（小倉百人一首等）・書道において重んじられた藤原定家の日記である。『明月記』の名は後世の名称であって定家自身が命名したものではなく、当人自身は「愚記」と呼んでいた。没後、定家の末裔内では「中納言入道殿日記」の称を用いたが、一般的には「定家卿記」の名称が用いられていたようである。
南北朝の頃から『明月記』の名称が用いられるようになったとされる。広橋家記録によれば二条良基の説として『毎月抄』にある“定家が住吉明神参拝の際に神託によって作成した『明月記』”がこの日記であるとの考えが記されている。良基の説を証明するものはないが、当時の日記は公家が公事故実や家職家学の知識を子孫に伝えることを作成目的の1つとしていたことから、定家の日記=定家の奥義書『明月記』という認識が広く行われ、定家末裔を含めてこの呼称が用いられるようになったと考えられている。
定家自筆原本の大部分は冷泉家時雨亭文庫に残り、国宝に指定されている。なお、歌道、書道における定家の筆跡への尊崇から、『明月記』原本の一部は早くから流出し、断簡、掛け軸などとして諸家に分蔵されているものも少なくない。断簡は芸林荘・東京国立博物館・京都国立博物館・天理図書館などにある。川瀬一馬の『日本における書籍蒐蔵の歴史』によれば、冷泉為臣の妹の夫（銀行員）が銀行の負債を償うために売りに出したとする。

## 背景
定家の家は「日記の家」と呼ばれる家記（代々の日記）を通じて公事に関する有職故実を有していた家系ではなく、政治的な要職にも恵まれなかった。そのため、定家は『明月記』の中に自らが体験し、収集した知識を多く書き残して自身、あるいは子孫が「日記の家」として重んじられることを期待していたと見られている。
だが、定家の歌道、書道における名声は、結果的に『明月記』を筆頭とした「日記の家」（すなわち公家政権の官僚）としての御子左流の確立を阻むことになった。定家の子・為家が譲状を作成（文永10年7月24日（1273年9月6日））した際に、自分が持っている『明月記』について「一身のたからとも思候也、子も孫も見んと申も候ハす、うちすてゝ候へハ」と述べて公事に熱心である庶子・冷泉為相に譲っているのも、歌道の家となった御子左流に公事の書と言える『明月記』の活用の余地が低いものになっていたことを為家が自覚していたからであると考えられている。結果的には定家子孫で唯一存続した冷泉家とともに『明月記』のかなりの部分が伝存されたものの、その冷泉家においても『明月記』は歌道・書道の家の家宝とされ、定家が子孫に伝えたかった有職故実については顧みられることがほとんど無かったのである。

## 内容
歴史上著名な人物の自筆日記としての価値とともに、歴史書・科学的記録としても価値がある。ただし、漢文で記されていて難解な部分が多い。通説では現存本などを元に56年間の記録とされているが、前述の定家の子・為家の譲状には「自治承至仁治」とされており、定家が死去する仁治2年（1241年）頃まで書かれていた可能性もある。
また、八代国治や五味文彦の研究によって、『吾妻鏡』の建暦年間前後の記事で三善康信に関係するものが、『明月記』の記事と似ていることが指摘されている。これは『吾妻鏡』の編纂に関わった三善氏関係者と鎌倉幕府とのつながりが深く、晩年を鎌倉で過ごした冷泉為相から提供を受けたと考えられている。

### 天文学の記録として
日記には、定家自身が遭遇したものや過去の観測記録など、さまざまな天体現象についての記録も残されている。当時、見慣れぬ天体現象（天変）は不吉の前兆であると考えられており、人々の関心事だったのである。『明月記』の天文記録としては、かに星雲を生んだ超新星爆発（SN 1054）の記述があることが著名であるが、これは定家の出生以前の出来事であり、陰陽師が報告した過去の記録が日記に残されたものである。
近代日本の天文学者たちは、1930年代に天文古記録を体系的に調査した。東京天文台の神田茂は、1931年より全国の文献調査に着手し、その成果は1934年から1935年にかけて『日本天文史料綜覧』と『日本天文史料』として出版された。これと同時期に、神田とも親交のあったアマチュア天文家の射場保昭は、日本の天文古記録を英文で海外に紹介し、『明月記』も海外にも知られるようになった。

#### 客星
「客星」とは「ふだん見慣れない星」を意味するもので、超新星や新星、彗星などが含まれる。
『明月記』において「客星」が最初に登場する記事は、寛喜二年十一月一日条（1230年12月6日。以下本節において、漢字による日付はいわゆる旧暦（宣明暦）による記載、算用数字による日付はユリウス暦による記載）である。この時の「客星」の正体は彗星で、同四日条には定家による「この星朧々として光薄し。その勢い小にあらず」という観察が記されており、このほか日記中には不安を覚えた当時の人々の反応も記載されている。
この「客星」に触発された定家は、十一月二日に家に出入りしていた陰陽師の安倍泰俊（陰陽寮漏刻博士）に、過去の客星の出現例を問い合わせた。過去の客星出現の際にどのような凶事が起きたのかを知ろうとしたのである。八日に、泰俊は記録されていた過去の客星出現の記録8例のリストを報告書として定家に提出しており、定家は同日の日記の末尾に、この報告書を挟み込んだ。
この8例のうち、以下の3例が超新星の記録である。
| 明月記の記載（旧暦） | ユリウス暦   | 超新星名 | 発生星座     | 超新星残骸      |
| -------------------- | ------------ | -------- | ------------ | --------------- |
| 寛弘三年四月二日     | 1006年5月1日 | SN 1006  | おおかみ座   | PKS 1459-41     |
| 天喜二年四月中旬以後 | 1054年       | SN 1054  | おうし座     | かに星雲 (M1)   |
| 治承五年六月二五日   | 1181年8月7日 | SN 1181  | カシオペヤ座 | IRAS 00500+6713 |

SN 1054 は、以下のように記録されている。
午前2時頃に、觜・参の星宿（おおむね現在のオリオン座にあたる）と同じ赤経にあたる、天関星（おうし座ζ星）付近に出現したとするもので、木星のように輝いていたというものである。ただし、時期については曖昧であり、旧暦四月中旬（1054年5月20-29日）ではおうし座が太陽方向にあたって超新星が観測できないため、「五月中旬」（1054年6月19-28日）の誤りであろうと考えられる。
『明月記』の記録を含む日本の「客星」記録は、1934年に『ポピュラー・アストロノミー』に掲載された。1942年、ニコラス・メイオールやヤン・オールトらは、『明月記』の記録などをもととして、1054年の「客星」が超新星であり、かに星雲がその残骸であることを明らかにする論文を発表した。

#### 赤気

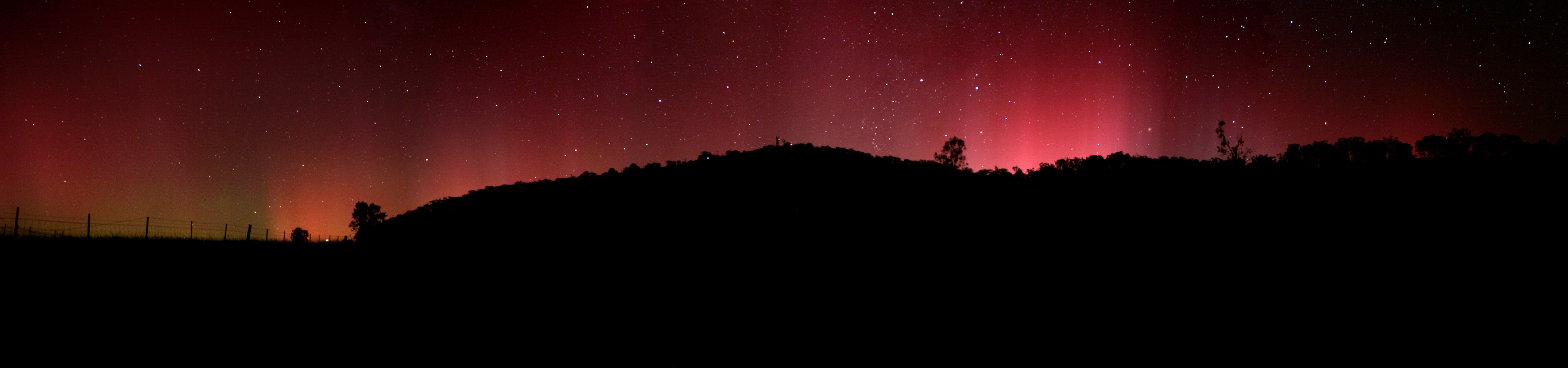
（参考）南緯37度付近（オーストラリア）で撮影された低緯度オーロラ

「赤気」は、空に現れた赤い光を意味する表現で、オーロラを示している。建仁四年正月十九日（1204年2月21日）条および同月廿一日（2月23日）条には、京都で定家が「赤気」を見たことを記録し、恐れを抱いたことを残している。
とくに十九日の記述は、以下のように「赤光」と「白光」が入り混じった「長引く赤いオーロラ」の様相が詳しく描写されている。
「赤気」という表現は『日本書紀』など、より古い記録にもみられるが、「長引く赤いオーロラ」の記録としては既知の限り日本最古のものとされる。国立極地研究所・国文学研究資料館・京都大学などの研究グループは、西暦1200年ごろには地軸の傾きの関係から日本でオーロラが観測しやすい条件にあり、この時期の活発な太陽活動（太陽変動における「中世極大期」にあたる）によって連発巨大磁気嵐が発生した結果、京都（北緯35度）のような低緯度でもはっきりしたオーロラが観測できたことを説明している。

## 自筆本

### 国宝
- 明月記（冷泉家時雨亭文庫蔵）58巻1幅 附：補写本1巻、旧表紙集1巻
  - 建久3年（1192年）から天福元年（1233年）に至る25年分、56巻が断続的に残る。他に、建久9年12月10日（1199年1月8日）の賀茂臨時祭記1巻、年次不明の断簡1巻、正治2年10月27日（1200年12月5日）条の断簡1幅を含め、58巻1幅が国宝に指定されている。
- 熊野御幸記（三井記念美術館蔵）　
  - 建仁元年（1201年）10月、後鳥羽上皇の供をして熊野詣でをした時の日記である。

### 重要文化財
- 治承四年・五年記（1180・1181年） 天理大学附属天理図書館
- 建久十年春記（1199年） 京都国立博物館
- 正治元年四、五月記（1199年） 大阪青山歴史文学博物館
- 正治二年秋記（1200年） 大阪青山歴史文学博物館
- 嘉禄元年夏記（1225年）・天福元年十一月・十二月記（1233年） 日本大学蔵
- 嘉禄二年八月記（1226年） 個人蔵
- 嘉禄三年春記（1227年） 個人蔵
- 安貞元年秋記（1227年） 天理大学附属天理図書館
- 寛喜二年正月記（1230年） 萬野美術館旧蔵
- 寛喜二年秋記（1230年） 個人蔵（昭和60年（1985年）5月盗難）[11]
- 天福元年六月記（1233年） 東京国立博物館
- 天福元年七月、八月記（1233年） 個人蔵

### その他
- 嘉禄二年九月記（1226年） ハーバード大学付属サックラー美術館蔵

## 写本
冷泉家時雨亭文庫に残る原本は虫食い等があり、外部に流出した部分も多いため、研究などには一般には原本に近いとされる徳大寺家本が使用されている。同本は翻刻本が出版されている。
- 尾上陽介編 『明月記』 ゆまに書房
  - 第1巻、平成17年（2005年）1月。 ISBN 9784843312551
  - 第2巻、平成17年（2005年）1月。 ISBN 9784843312568
  - 第3巻、平成17年（2005年）3月。 ISBN 9784843312575
  - 第4巻、平成17年（2005年）3月。 ISBN 9784843312582
  - 第5巻、平成17年（2005年）9月。 ISBN 9784843312599
  - 第6巻、平成17年（2005年）11月。 ISBN 9784843312605
  - 第7巻、平成17年（2005年）12月。 ISBN 9784843312612
  - 第8巻、平成18年（2006年）3月。 ISBN 9784843312629